# Финска на Европском првенству у атлетици у дворани 2013.
Финска је учествовала на 32. Европском првенству у дворани 2013 одржаном у Гетеборгу, Шведска, од 28. фебруара до 3. марта. Ово је било тридесет друго Европско првенство у дворани на којем је Финска учествовала, односно учествовала је на свим првенствима одржаним до данас.
Репрезентацију Финске представљало је 11 спортиста (5 мушкараца и 6 жена) који су се такмичили у 9. дисциплина (5 мушких и 4 женске).
На овом првенству представници Финске нису освојили ниједну медаљу. У табели успешности према броју и пласману такмичара који су учествовали у финалним такмичењима (првих 8 такмичара) Финска је са троје финалиста заузела 20. место са 9 бодова, од 27 земаља које су имале представнике у финалу. Укупно је учествовало 47 земаља.
Спортисти Финске поставили су 1 национални и 1 лични рекорда и постигли су и 1 најбољим лични резултат сезоне.

## Учесници
| Бр. | Дисциплина   | Мушкарци              | Жене                                       | Укупно |
| --- | ------------ | --------------------- | ------------------------------------------ | ------ |
| 1   | 60 м         | Виса Хонгисто         | Хана-Мари Латвала                          | 2      |
| 2   | 400 м        |                       | Ела Ресенен                                | 1      |
| 3   | 60 м препоне |                       | Норалота Незири Елиса Лејнонен Лота Харала | 3      |
| 4.  | Скок увис    | Оску Торо             |                                            | 1      |
| 5.  | Скок мотком  | Емели Саломеки        | Мина Никоанен                              | 2      |
| 6.  | Скок удаљ    | Еро Хапала Томи Евила |                                            | 2      |
|     | Укупно (6)   | 5                     | 6                                          | 11     |

## Резултати

### Мушкарци
| Атлетичар      | Дисциплина  | Лични рекорд | Квалификације  | Квалификације  | Полуфинале           | Полуфинале           | Финале               | Финале         | Детаљи |
| Атлетичар      | Дисциплина  | Лични рекорд | Резултат       | Место          | Резултат             | Место                | Резултат             | Место          | Детаљи |
| -------------- | ----------- | ------------ | -------------- | -------------- | -------------------- | -------------------- | -------------------- | -------------- | ------ |
| Виса Хонгисто  | 60 м        | 6,70         | 6,79           | 6. у гр 2      | Није се квалификовао | Није се квалификовао | Није се квалификовао | 18/22          |        |
| Оску Торо      | скок увис   | 2,33 НР      | Није стартовао | Није стартовао | Није стартовао       | Није стартовао       | Није стартовао       | Није стартовао |        |
| Емели Саломеки | скок мотком | 5,55         | 5,40           | 11. у гр Б     |                      |                      | Није се квалификовао | 21/23 (25)     |        |
| Еро Хапала     | скок удаљ   | 8,11 НР      | 7,95           | 2. у гр А      | 8,05                 | 4/25                 |                      |                |        |
| Томи Евила     | скок удаљ   | 8,00         | 7,95           | 5. у гр Б      | 7,96 ЛРС             | 6 /25                |                      |                |        |

### Жене
| Атлетичарка       | Дисциплина   | Лични рекорд | Квалификације | Квалификације | Полуфинале            | Полуфинале            | Финале                | Финале        | Детаљи |
| Атлетичарка       | Дисциплина   | Лични рекорд | Резултат      | Место         | Резултат              | Место                 | Резултат              | Место         | Детаљи |
| ----------------- | ------------ | ------------ | ------------- | ------------- | --------------------- | --------------------- | --------------------- | ------------- | ------ |
| Хана-Мари Латвала | 60 м         | 7,34         | 7,25 ЛР       | 4. у гр 1 КВ  | 7,34                  | 6. у пф. 2            | Није се квалификовала | 11 / 23 (24)  |        |
| Ела Ресенен       | 400 м        | 52,99 НР     | 52,37 НР      | 3. у гр 3 кв  | 52,84                 | 5. у гр. 2            | Није се квалификовала | 8 /18 (20)    |        |
| Норалота Незири   | 60 м препоне | 8,07 НР      | 8,13          | 6. у гр. 2 кв | 8,09                  | 4. у пф. 1 КВ         | 8,19                  | 8 / 23 (24)   |        |
| Елиса Лејнонен    | 60 м препоне | 8,18         | 8,23          | 5. у гр. 1    | Није се квалификовала | Није се квалификовала | Није се квалификовала | =21 / 23 (24) |        |
| Лота Харала       | 60 м препоне | 8,18         | 8,23          | 8. у гр. 3    | Није се квалификовала | Није се квалификовала | Није се квалификовала | =21 / 23 (24) |        |
| Мина Никоанен     | Скок мотком  | 4,60 НР      | 4,36          | 13            |                       |                       | Није се квалификовала | 13 /20        |        |